# Фёдоров, Дмитрий Юрьевич
Дмитрий Юрьевич Фёдоров (род. 8 октября 1971, Москва) — российский спортивный журналист и телекомментатор, ведущий, тренер.

## Биография
Родился 8 октября 1971 года в Москве. До 14 лет занимался футболом в ФШ «Союз». Выпускник педагогического отделения Московского педагогического государственного университета им. В. И. Ленина, где учился на одном курсе с Василием Уткиным, с которым, по утверждению последнего, познакомился на ступеньках у входа в университет в 1988 году. Полгода занимался преподавательской деятельностью в одном из московских колледжей.
В 1992 году работал некоторое время администратором в программе «Взгляд». 4 апреля 1994 года по рекомендации Уткина был принят на работу в только что созданную телекомпанию НТВ; работал в программе «Футбольный клуб», где первое время готовил сюжеты, позднее начал вести (попеременно с Уткиным). Вёл также спортивное обозрение «Дистанция 60». С 1996 года по инициативе Анны Дмитриевой работал комментатором НХЛ и Чемпионата России по хоккею на каналах НТВ (1996—1999) и НТВ-Плюс и ведущим выходившей каждый четверг программы «Щелчок», первый репортаж — игра между сборной звёзд и сборной Норвегии на Кубке Спартака-1998.
По причине малого количества хоккейных репортажей на НТВ-Плюс, в 2000-м перешёл на ТВЦ, где несколько лет комментировал хоккей, в частности, провёл репортажи с чемпионата мира 2003. В 2002 году параллельно также работал на 7ТВ, в должности главного редактора где, помимо хоккея, работал над футбольными программами совместно с Ильёй Казаковым. Проработав около года, ушёл с канала после прихода Николая Николаева, после чего в течение года был без работы.
В 2005 году вернулся на НТВ-Плюс, где работал последующие два года над новым вариантом «Футбольного клуба» и вёл возобновившуюся программу «Щелчок». Тогда же поступил в Высшую школу тренеров, где учился у Антона Корредора и Алексея Кудашова, проводил тренировки под руководством Александра Сырцова и стажировался у Игоря Ларионова и Николая Хабибулина.
В 2007-м был отстранён от комментирования матчей и ведения программы «Наш футбол» из-за критики «Зенита». В этом же году выпустил свою первую книгу.
С 2015 года — на «Матч ТВ»: ведущий программы «Все на Матч!» и комментатор хоккейных матчей. До 2023 года занимал должность генерального директора КХЛ-ТВ.
В 2021 году Фёдоров окончил Высшую школу тренеров в Москве, параллельно занимаясь непосредственно тренерской практикой. Два года работал тренером-волонтёром в системе московского «Динамо», в частности, тренируя хоккеистов 2005 года рождения. В 2020 году стал победителем Матча звёзд КХЛ в качестве ассистента главного тренера.
15 июня 2023 года объявил об уходе с поста генерального директора КХЛ-ТВ, перейдя на работу помощником главного тренера в команду МХЛ «Чайка», через год покинул клуб. В начале сентября 2024 года вошёл в тренерский штаб команды МХЛ «Реактор». С июля 2025 года — тренер в клубе МХЛ «Атлант».
Любимая книга — «Моя игра» Бобби Орра.

## Книги
- Дмитрий Фёдоров. Игрокамера. Bet. — «АСТ». ISBN 978-5-17-043810-5; 2007. — 288 стр.
- Дмитрий Фёдоров. «Отдыхай с Гусом Хиддинком». — «АСТ». ISBN 978-5-17-049897-0; 2008. — 224 стр.
- Дмитрий Фёдоров. «Футбольная сказочка 2012. Матч эры за грааль». — «АСТ». ISBN 978-5-17-056604-4; 2009. — 87 стр.